# Alte Komische Oper Berlin
L’Alte Komische Oper Berlin était un opéra privé de Berlin, dans le quartier de Mitte, au 104 Friedrichstraße, devant le Weidendammer Brücke. Il ne doit pas être confondu avec l'actuel Opéra-Comique de Berlin, Behrenstraße 55-57. Le nom fait référence au théâtre national de l'Opéra-Comique à Paris.

## Histoire
Le bâtiment est érigé en onze mois environ de décembre 1904 à novembre 1905. L'entreprise de construction berlinoise Lachmann & Zauber est chargée de la planification et de la construction, et l'architecte Arthur Biberfeld (1874-1959) qui y a travaillé est crédité de la conception de la façade.
L'emplacement entraîne un prix de l'immobilier élevé même pendant la période de construction, ce qui oblige à construire le bâtiment sur un terrain relativement petit de 1 370 m2, qui est en fait trop exigu pour un théâtre musical. Le commanditaire et premier directeur (jusqu'en 1911), Hans Gregor, qualifie de "bâclé en amateur" l'auditorium, qui compte 1 254 sièges dans les parterres et sur trois gradins en porte-à-faux. Devant l'ouverture de la scène de 9,20 m de large, la fosse d'orchestre offre de la place pour jusqu'à 60 musiciens. L'auditorium, les colonnades et le foyer étaient richement décorés. La décoration sculpturale, exécutée par l'atelier de sculpture berlinois d'Albert Kretzschmar pour les travaux de stuc et d'application, oscille stylistiquement entre le néo-baroque et l'art nouveau. La chanteuse Aurélie Révy (1879-1957) prend la direction de l'Opéra Komische en 1911. Un point culminant de cette phase est la première de Schwarzwaldmädel en 1917. Dans les années 1920, l'accent se déplace, suivant le goût général de l'époque, vers les revues. Au début des années 1920, la maison devient la propriété de l'Internationalen Neuheiten-Vertriebs-Gesellschaft.
En 1929, l'architecte berlinois Martin Punitzer entreprend une modernisation du design qui reflète l'évolution des goûts musicaux, dans laquelle le décor plastique, désormais perçu comme surchargé et démodé, est supprimé, notamment à l'intérieur du bâtiment. Des caissons lumineux en verre opaque sont fixés sur la façade au-dessus de l'entrée, suivant la tendance contemporaine à la publicité lumineuse, particulièrement attrayante le soir. Dans le même temps, cependant, l'entreprise de spectacles rencontre des difficultés financières et propose le bâtiment à la vente aux enchères. Kurt Strickrodt devient le directeur au milieu des années 1930.
Le bâtiment brûle à la fin de la Seconde Guerre mondiale et est démoli en 1952. La Maison de la culture tchécoslovaque et la Maison de la culture polonaise sont construites sur le site en 1955 et 1956. Les bâtiments sont reconstruits au milieu des années 1970.

## Architecture
Dans l'aspect extérieur du bâtiment du théâtre, les éléments néo-baroques sont mis en évidence par les pilastres colossaux et les courbes (toiture, arêtes du bâtiment et pignon). Le côté principal de l'opéra fait face à la Friedrichstraße et a un pignon qui couronne visiblement le bâtiment de base dans une "arche audacieuse". La décoration du bâtiment dans la zone du pignon montre trois grâces, qui symbolisent les muses de la danse (Terpsichore), du chant (Polymnie) et de la musique (Melpomène). Le nom Komische Oper est inscrit au-dessus de l'entrée. Un chariot de Thespis tiré par Pégase orne l'écriture des deux côtés. Six médaillons sont conçus comme un haut-relief, incarnant différentes époques de style et de temps : avec ces éléments décoratifs, l'histoire de la musique part de l'Antiquité classique (Orphée) au Moyen Âge (Cécile de Rome), la Renaissance (le Minnesang), le rococo remonte symboliquement jusqu'à la période Biedermeier. De plus, des balustrades horizontales en relief en cuivre structurent la façade principale et indiquent ainsi les gradins intérieurs des spectateurs. Les façades en plâtre de Weidendamm et de l'hôtel Savoy voisin ont des frises masquées.
Le portail principal comprend cinq portes individuelles, les trois du milieu sont légèrement plus grandes. Une clé de voûte décorée forme l'extrémité de chacune. La partie inférieure de la façade principale est complétée par une corniche en ceinture fortement incurvée et en forme de balcon. Les éléments de façade richement décorés se composent principalement de grès de Cotta clair. La toiture légèrement voûtée en forme de tonneau est interrompue par deux rangées de lucarnes.

## Premières
- 21 février 1907 : Romeo und Julia auf dem Dorfe (Opéra. Livret de Frederick Delius, Jelka Rosen-Delius et Charles Francis Keary, musique de Frederick Delius)
- 7 avril 1916 : Der Favorit (Opérette. Livret de Fritz Grünbaum et Wilhelm Sterk, musique de Robert Stolz)
- 25 août 1917 : Schwarzwaldmädel (Opérette. Livret d'August Neidhart, musique de Leon Jessel)
- 22 septembre 1933 : Akrobaten des Glücks (Opérette. Livret d'Oskar Felix, musique de Walter Wilhelm Goetze)
- 4 janvier 1935 : Heirat nicht ausgeschlossen (Comédie. Livret de Richard Keßler, musique de Walter Kollo)
- 22 mars 1935 : Die Frau im Spiegel (Opérette. Livret de Theo Halton et Günther Schwenn, musique de Will Meisel)
- 24 janvier 1937 : Der Schneider treibt den Teufel aus (Comédie de Juliane Kay)